# John de Soules
John de Soules (o de Soulis o Soules) (muerto en 1310) fue Guardián de Escocia desde 1301 a 1304, durante un período crucial de las Guerras de independencia de Escocia.

## Vida
Se reconocen hasta dos Sir John de Soulis durante este período:
Sir John de Soulis fue el hijo más joven del Señor de Liddesdale y se casó con la hija del Gran Senescal de Escocia. Sir John había protegido previamente Galloway de Sir Andrew Harclay, Conde de Carlisle y Guardián de las Marcas inglesas. En 1301 después de la renuncia de Roberto I de Escocia y John III Comyn, fue nombrado Guardián de Escocia. Sir John, El Guardián, parece probable que hubiera sido el individuo diplomático de su casa, permaneciendo en el exilio y muriendo en Francia, mientras John II participaba en la guerra.
Sir John de Soulis II se unió a Robert Bruce, y fue recompensado con una subvención de las baronías de Kirkandrews y Torthorwald, y las tierras de Brettalach, Dumfriesshire. Acompañó a Edward Bruce a Irlanda y murió junto a él en la batalla de Dundalk, el 5 de octubre de 1318. Su hermano William de Soulis heredó tierras de John y fue nombrado mayordomo de Escocia.